# Oțelu Roșu
Oțelu Roșu, până în 1947 Ferdinand, (în maghiară Nándorhegy, în germană Ferdinandsberg) este un oraș în județul Caraș-Severin, Banat, România, format din localitățile componente Cireșa și Oțelu Roșu (reședința), și din satul Mal. Oțelu Roșu este amplasat pe o terasă aluvională, la 268 m altitudine, de-a lungul faliei tectonice, prin care râul Bistra, după confluența cu Bistra Mărului, se îndreaptă spre Timiș.

## Geografie
Munții Poiana Ruscă se află la nord de albia Bistrei, iar la sud sunt Munții Țarcu care coboară prin Muntele Mic spre oraș.
Orașul se găsește în partea de nord-est a județului Caraș-Severin, fiind situat pe DN 68 Hațeg – Caransebeș, față de care se află la 50 și, respectiv, 20 km depărtare.
Valea Bistrei conectează depresiunile Caransebeș și Hațeg. Este fragmentată înspre N-NE de pantele line ale munților împăduriți ai Poienii Ruscă, chiar dacă aceștia nu depășesc o înălțime de 1500 m.

## Istorie

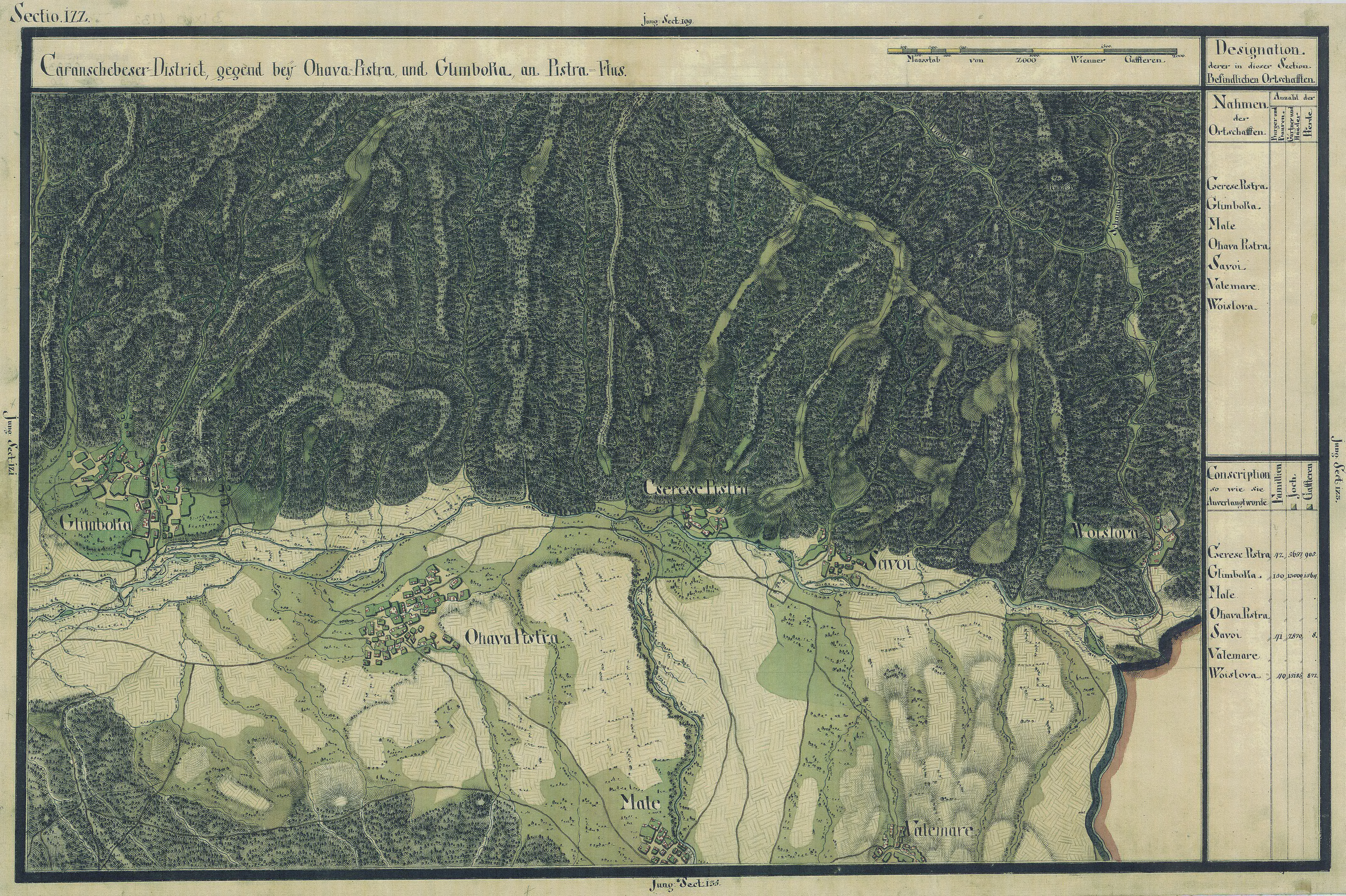
Oțelu Roșu (Ohava Pistra) în Hărțile iozefine, 1769-1772. Josephinische Landaufnahme: pagina 122.

Localitatea contemporană Oțelu Roșu încorporează și fosta localitate Ohaba Bistra.
Primele semne ale locuirii umane datează din Paleolitic, sub formă de unelte primitive. În zonele învecinate au fost găsite vestigii sporadice din epoca neolitică.
În timpul războaielor dintre romani și daci, Valea Bistrei a fost calea folosită de împăratul Traian pentru a pătrunde în inima Daciei. Un castrum roman se găsește lângă cimitirul Zăvoi (vechiul Agnaviae), o așezare apropiată de Oțelu Roșu.
În secolul al XV-lea, în perioada medievală, Oțelu Roșu a fost menționat sub numele de „Bistra”, iar mai târziu cu numele maghiar de Nándorhegy (Dealul Bulgar, Dealul Șchiaului).  După izgonirea turcilor din Banat de către Habsburgi, zona a fost colonizată de germani.  De asemenea, italienii sunt aduși să lucreze în industria metalurgică. În Regatul Ungariei orașul a făcut parte din comitatul Caraș-Severin (Krassó-Szörény) din 1881 până în 1918. După Primul Război Mondial și după războiul maghiar-român care a urmat, armata română a intrat în oraș. În urma Tratatului de la Trianon din 1920, partea de nord-est a Banatului a devenit parte a Regatului României, iar numele de Nándorhegy a fost înlocuit cu Ferdinand.
După 1947 numele Ferdinand a fost schimbat de guvernul comunist în Oțelu Roșu pentru a sublinia importanța industriei metalurgice a orașului.

## Demografie
Componența etnică a orașului Oțelu Roșu
     Români (76,69%)
     Maghiari (1,22%)
     Alte etnii (1,13%)
     Necunoscută (20,96%)
Componența confesională a orașului Oțelu Roșu
     Ortodocși (62,22%)
     Romano-catolici (6,6%)
     Penticostali (4,34%)
     Baptiști (3,33%)
     Alte religii (1,65%)
     Necunoscută (21,85%)
Conform recensământului efectuat în 2021, populația orașului Oțelu Roșu se ridică la 8.497 de locuitori, în scădere față de recensământul anterior din 2011, când fuseseră înregistrați 10.510 locuitori. Majoritatea locuitorilor sunt români (76,69%), cu o minoritate de maghiari (1,22%), iar pentru 20,96% nu se cunoaște apartenența etnică. Din punct de vedere confesional, majoritatea locuitorilor sunt ortodocși (62,22%), cu minorități de romano-catolici (6,6%), penticostali (4,34%) și baptiști (3,33%), iar pentru 21,85% nu se cunoaște apartenența confesională.
030006000900012.00015.00019661977199220022011populațiePopulația istorică din Oțelu Roșu
Date: Recensăminte sau birourile de statistică - grafică realizată de Wikipedia

## Politică și administrație
Orașul Oțelu Roșu este administrat de un primar și un consiliu local compus din 17 consilieri. Primarul, Luca Mălăiescu[*], de la Partidul Social Democrat, este în funcție din 2012. Începând cu alegerile locale din 2024, consiliul local are următoarea componență pe partide politice:
|  | Partid                          | Consilieri | Componența Consiliului | Componența Consiliului | Componența Consiliului | Componența Consiliului | Componența Consiliului | Componența Consiliului | Componența Consiliului | Componența Consiliului | Componența Consiliului | Componența Consiliului | Componența Consiliului |
|  | ------------------------------- | ---------- | ---------------------- | ---------------------- | ---------------------- | ---------------------- | ---------------------- | ---------------------- | ---------------------- | ---------------------- | ---------------------- | ---------------------- | ---------------------- |
|  | Partidul Social Democrat        | 11         |                        |                        |                        |                        |                        |                        |                        |                        |                        |                        |                        |
|  | Partidul Național Liberal       | 2          |                        |                        |                        |                        |                        |                        |                        |                        |                        |                        |                        |
|  | Alianța pentru Unirea Românilor | 2          |                        |                        |                        |                        |                        |                        |                        |                        |                        |                        |                        |
|  | Alianța Dreapta Unită           | 2          |                        |                        |                        |                        |                        |                        |                        |                        |                        |                        |                        |

## Economie
Principalul agent economic al orașului Oțelul Roșu a fost, pentru o lungă perioadă de timp, Întreprinderea Oțelul Rosu, având un număr de angajați care a fluctuat între 3500 și 5500. Aceasta avea în componență, până în anul 2002 următoarele secții: Oțelăria Electrică, Laminorul de 550 mm, vechea turnătorie, apoi noua turnătorie cu inducție, Laminorul de tablă, secția de platine, Laminorul de Benzi la Rece vechi, Oțelăria Siemens Martin, secția Bare Trase, Laminorul nou de Benzi la Rece(LBR), fabrica de dolomită și var, fabrica de oxigen, Atelierul Mecanic central, centrala termică, laboratorul central și clădirea administrativă (Casa Albă). Întreprinderea a fost privatizată succesiv către diverși investitori străini, printre aceștia fiind și Gavazzi Steel. În anul 2002, datorită incapacității acestora de a administra eficient societatea, a fost declarat falimentul, marea majoritate a celor peste 3000 de angajați din acel moment pierzându-și locurile de muncă. În acest moment, septembrie 2012, noul investitor, concernul rus MECHEL derulează la Oțelu Roșu doar activitatea de turnarea continuă a oțelului, la Oțelăria Electrică, având un număr de aproximativ 500 de angajați.

## Personalități născute aici
- Iosif Lereter (1933 - 2024), fotbalist.
- Zeno Karl Pinter (n. 1960), istoric, arheolog, profesor universitar;
- Adrian Mărkuș (n. 1992), fotbalist;
- Alexandru Caia (n. 2003), fotbalist.

## Imagini

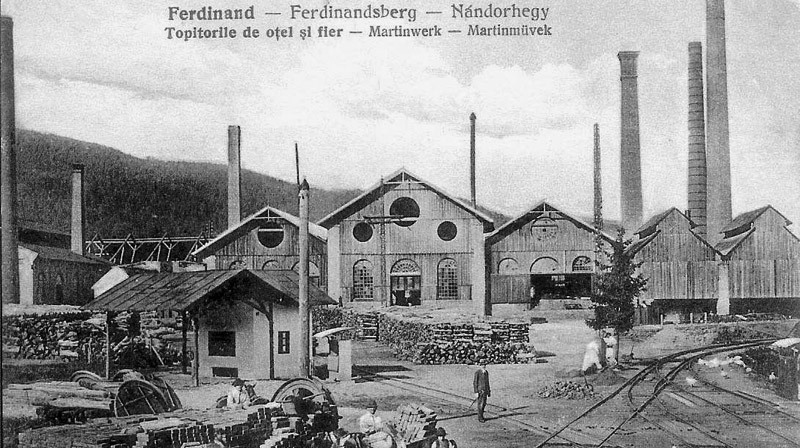
Oțelăria (imagine de epocă)
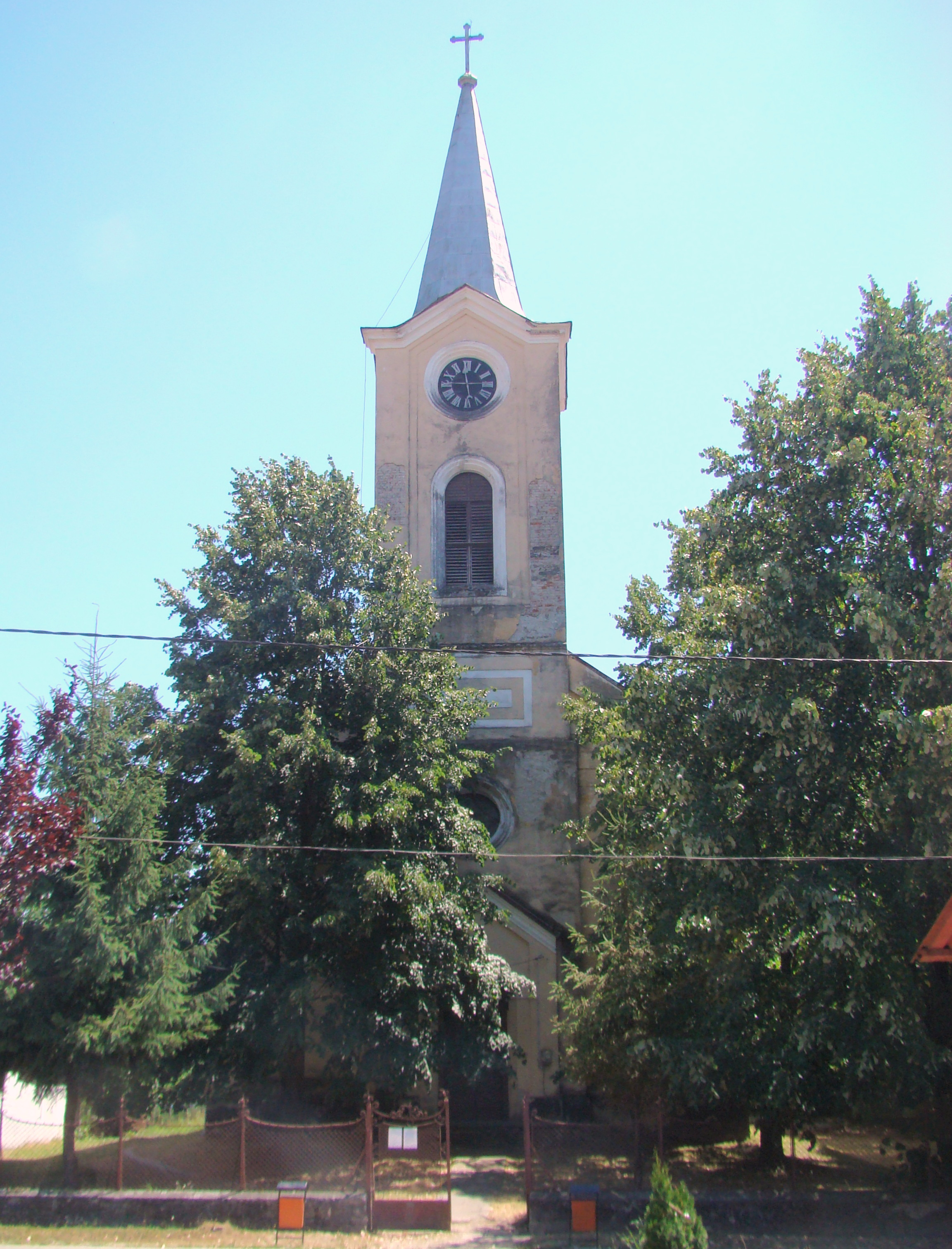
Biserica evanghelică
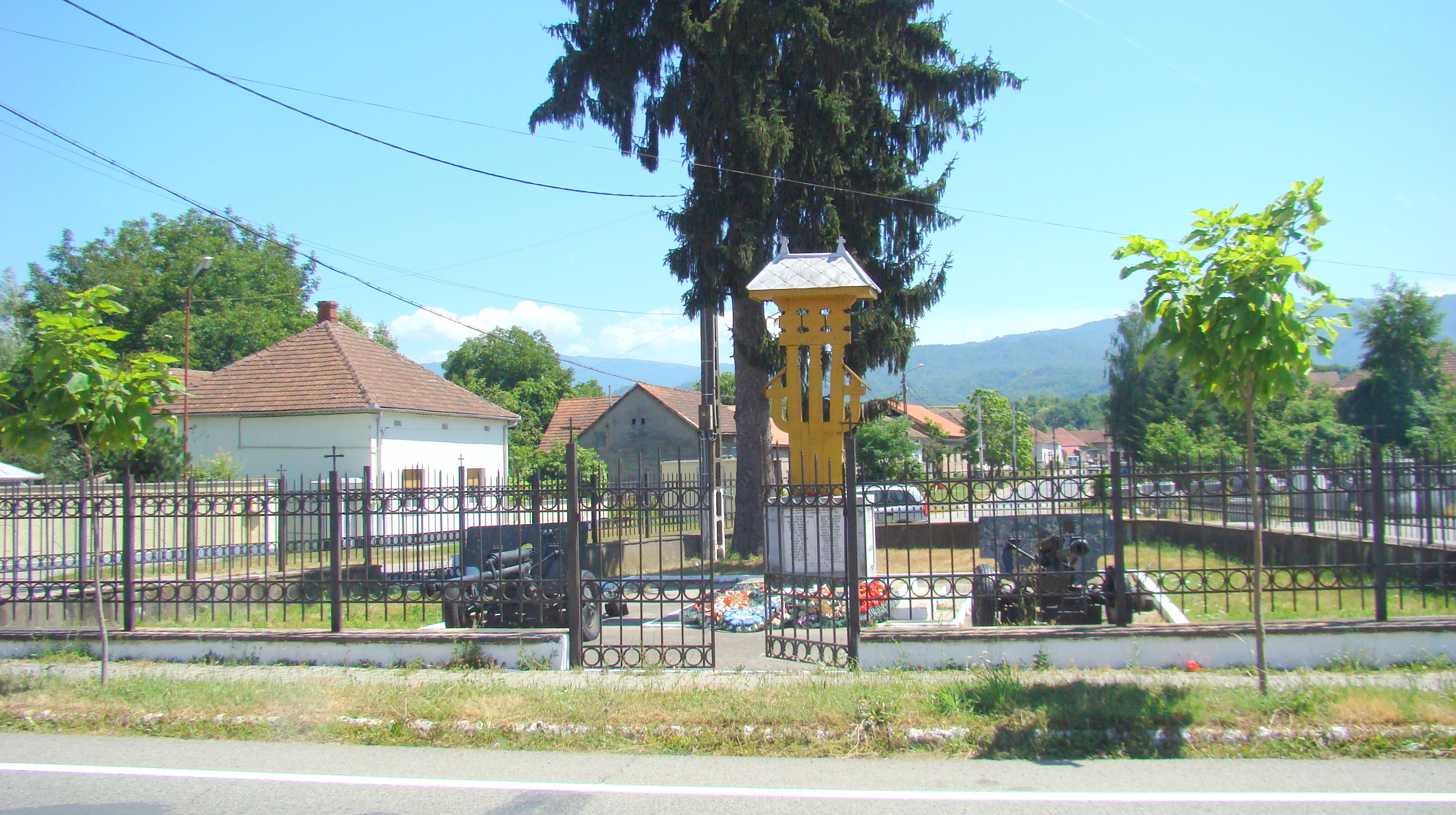
Troița Eroilor (1914-1918) (monument istoric)
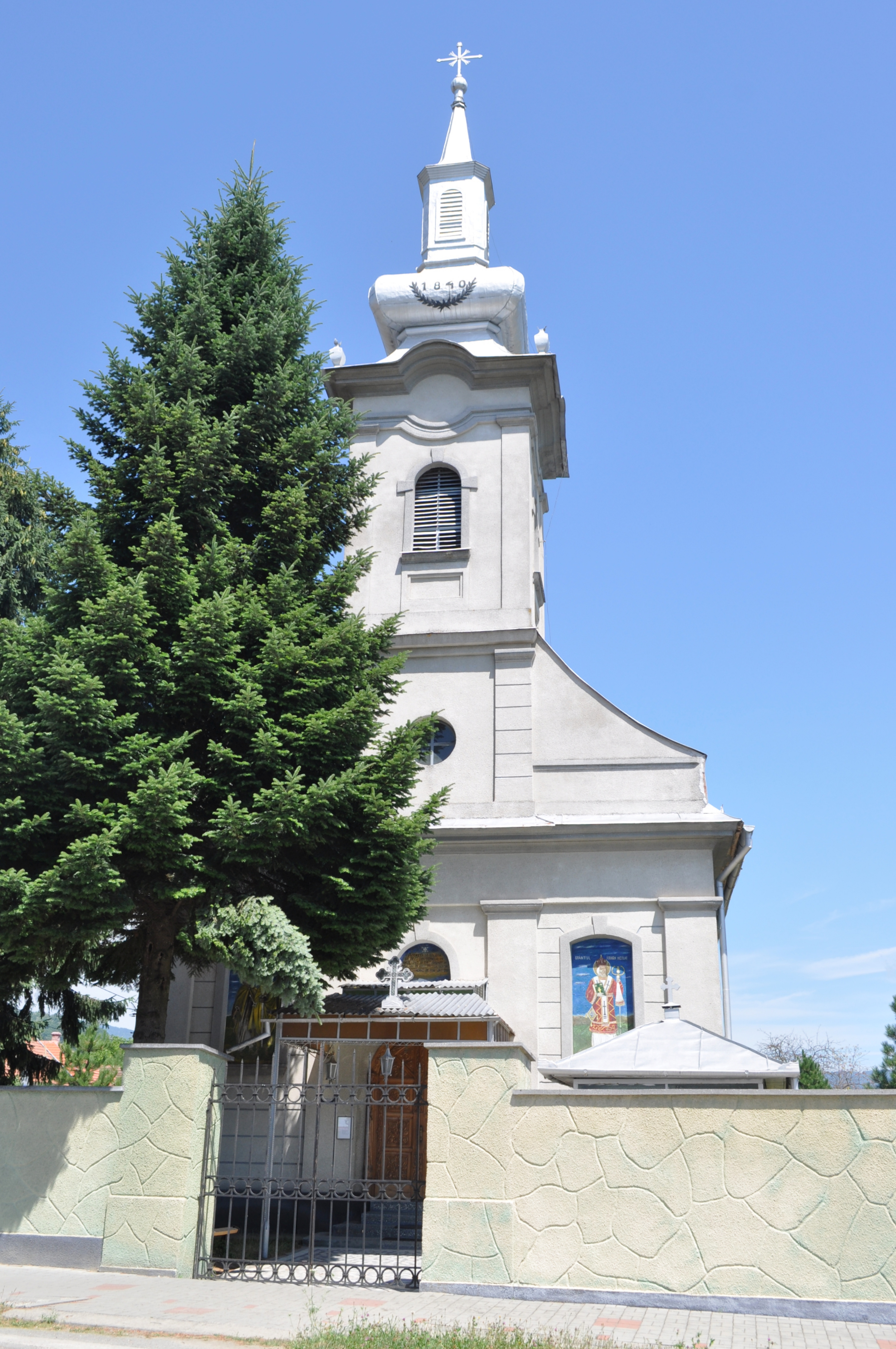
Biserica „Sfântul Gheorghe” (monument istoric)
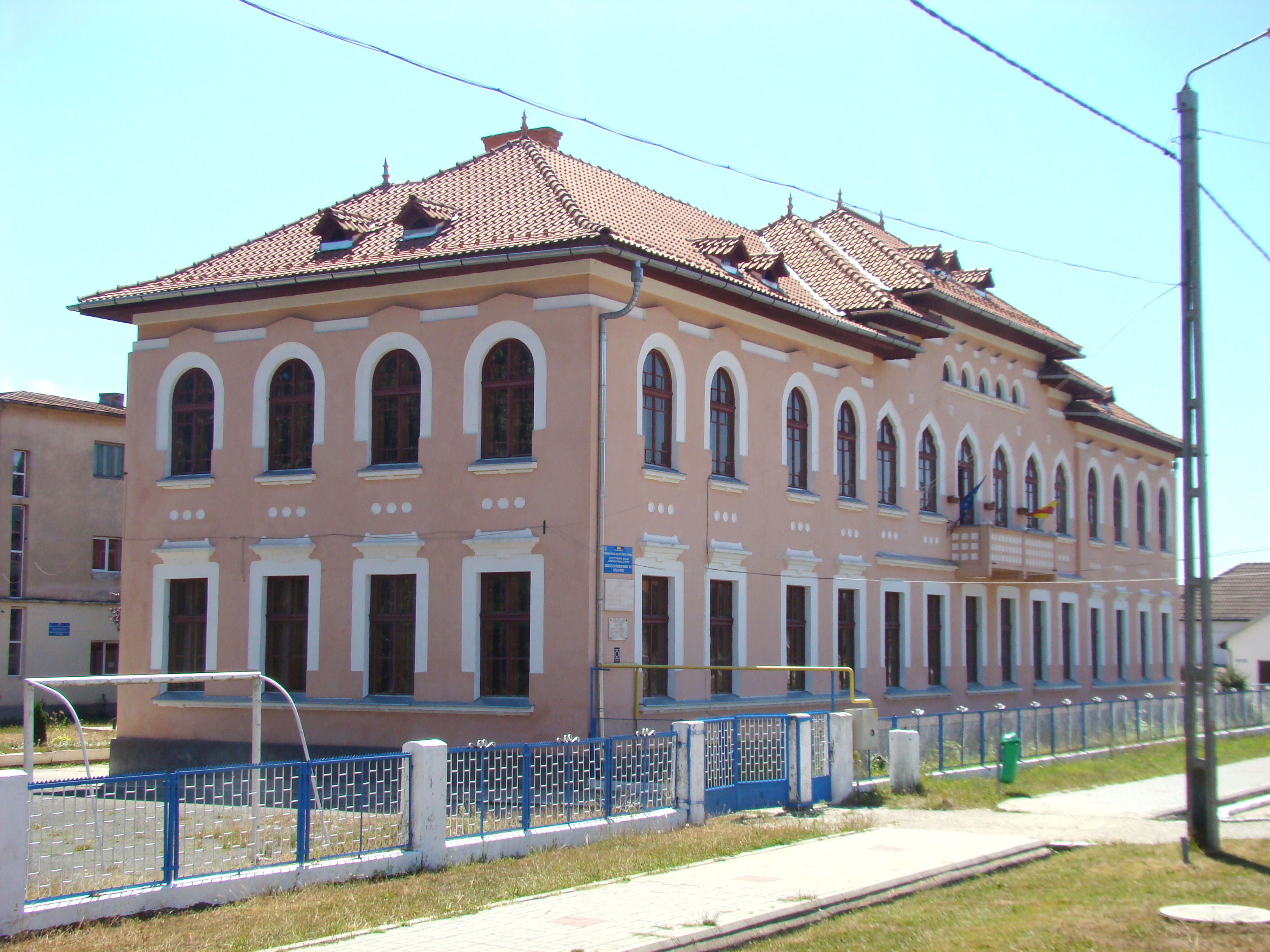
„Școala cu troiță” (monument istoric)
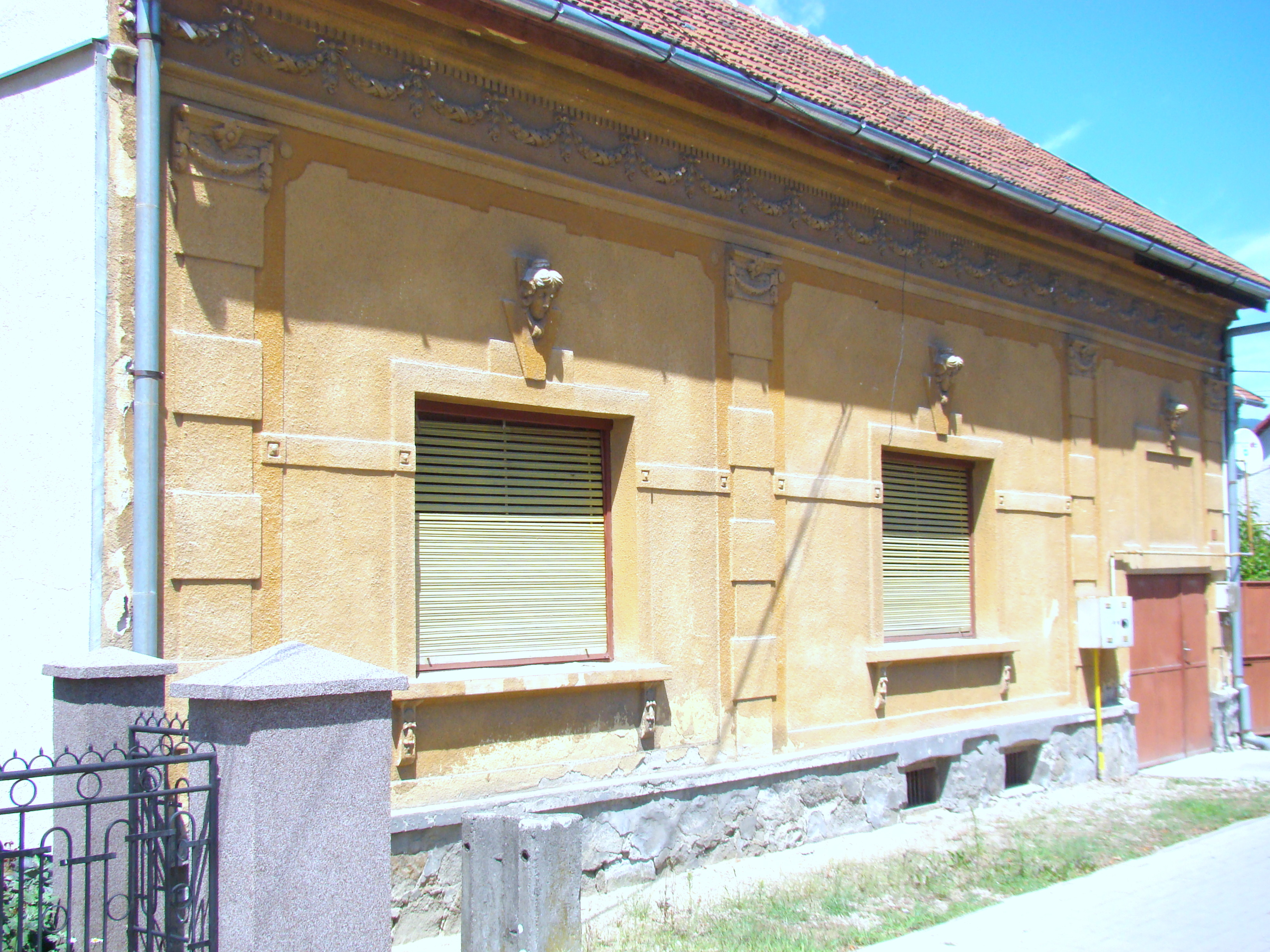
Casa fotografului Norbert Taugner (monument istoric)
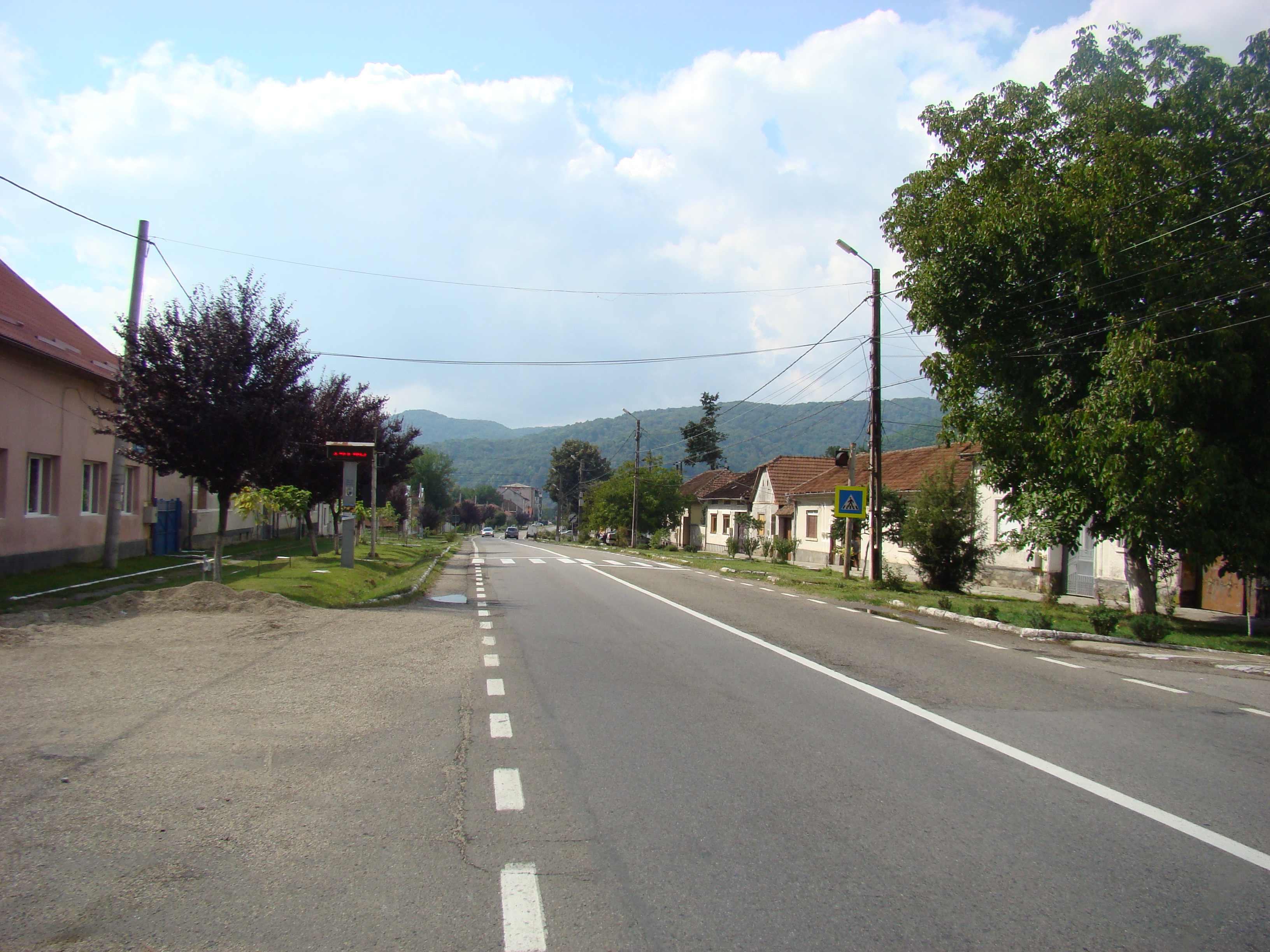
Localitatea aparținătoare Cireșa
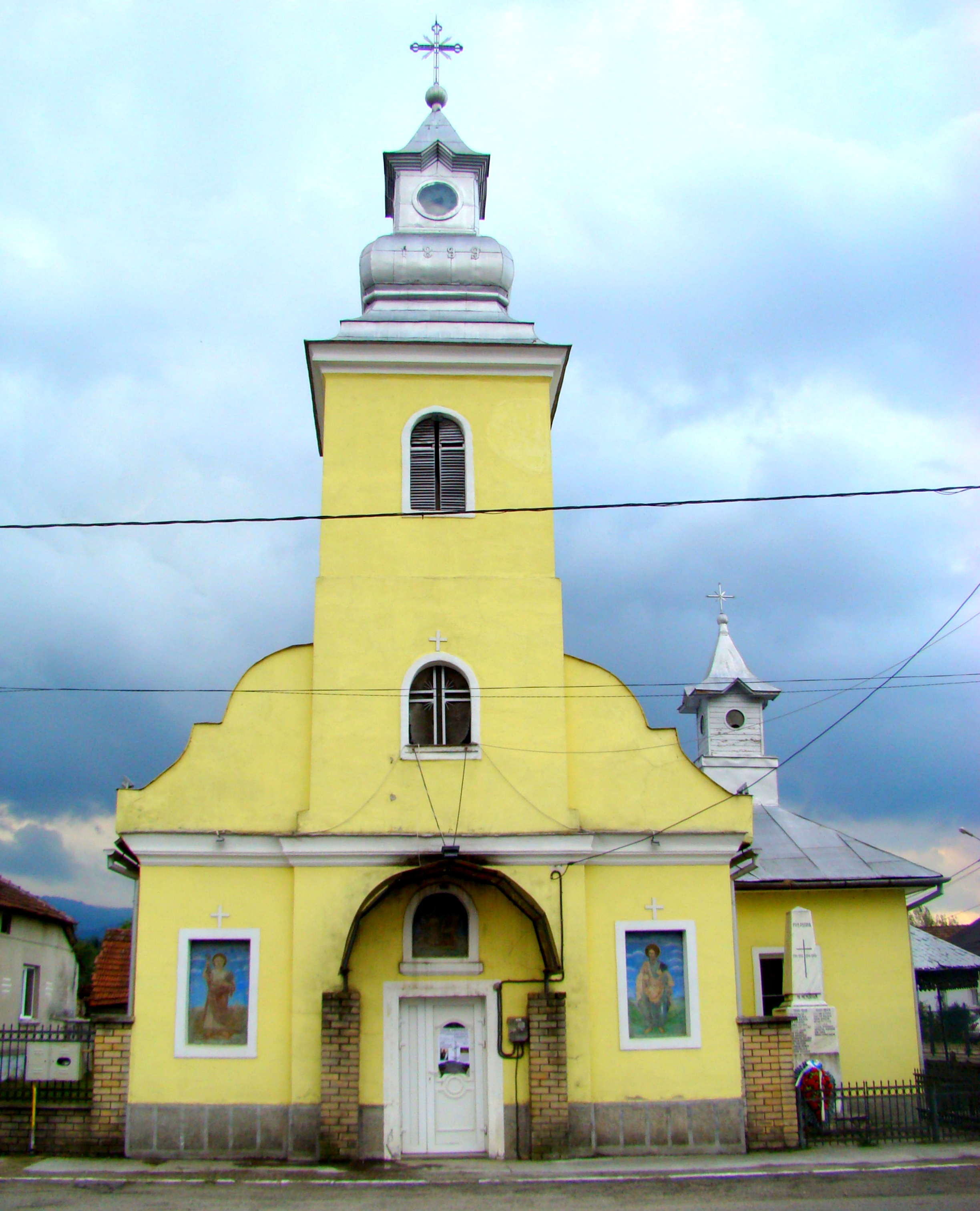
Biserica „Sfinții Arhangheli” din Cireșa (monument istoric)
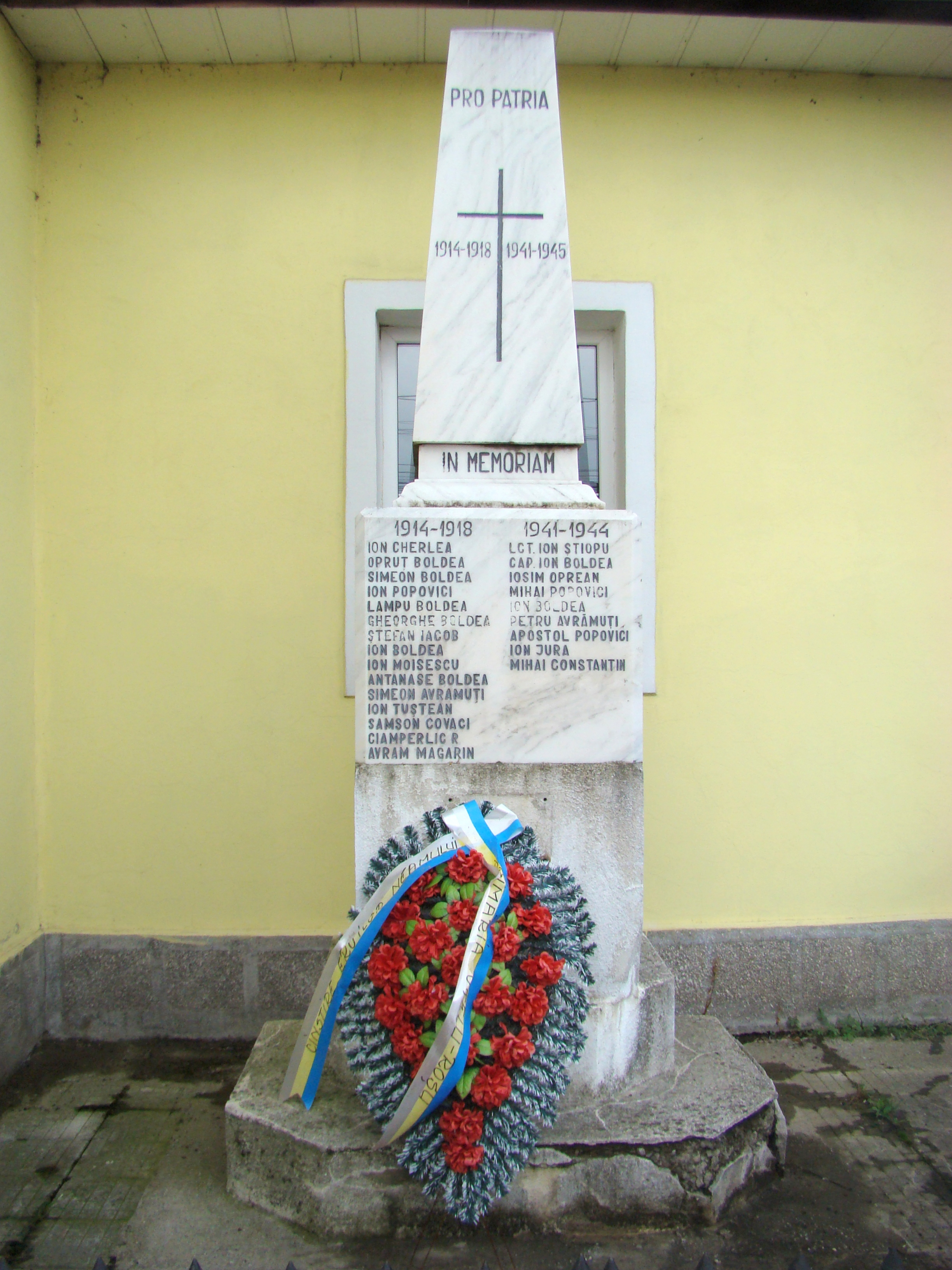
Monumentul eroilor din Cireșa